# Arondismentul Lens
Arondismentul Lens (în franceză Arrondissement de Lens) este un arondisment din departamentul Pas-de-Calais, regiunea Nord-Pas-de-Calais, Franța.

## Subdiviziuni

### Cantoane
- Cantonul Avion
- Cantonul Bully-les-Mines
- Cantonul Carvin
- Cantonul Courrières
- Cantonul Harnes (Harne)
- Cantonul Hénin-Beaumont
- Cantonul Leforest
- Cantonul Lens-Est (Lens-Oost)
- Cantonul Lens-Nord-Est (Lens-Nordoost)
- Cantonul Lens-Nord-Ouest (Lens-Nordwest)
- Cantonul Liévin-Nord (Lieven-Noord)
- Cantonul Liévin-Sud (Lieven-Zuid)
- Cantonul Montigny-en-Gohelle
- Cantonul Noyelles-sous-Lens
- Cantonul Sains-en-Gohelle
- Cantonul Rouvroy
- Cantonul Wingles (Westerwinkel)

### Comune
| 1. Aix-Noulette (62019)         | 2. Angres (62032)              | 3. Annay (62033)           | 4. Billy-Montigny (62133)       |
| 5. Bouvigny-Boyeffles (62170)   | 6. Bully-les-Mines (62186)     | 7. Bénifontaine (62107)    | 8. Carvin (62215)               |
| 9. Courcelles-lès-Lens (62249)  | 10. Courrières (62250)         | 11. Dourges (62274)        | 12. Estevelles (62311)          |
| 13. Fouquières-lès-Lens (62351) | 14. Gouy-Servins (62380)       | 15. Grenay (62386)         | 16. Harnes (62413)              |
| 17. Hersin-Coupigny (62443)     | 18. Hulluch (62464)            | 19. Hénin-Beaumont (62427) | 20. Leforest (62497)            |
| 21. Lens (62498)                | 22. Libercourt (62907)         | 23. Liévin (62510)         | 24. Loison-sous-Lens (62523)    |
| 25. Loos-en-Gohelle (62528)     | 26. Mazingarbe (62563)         | 27. Meurchin (62573)       | 28. Montigny-en-Gohelle (62587) |
| 29. Noyelles-Godault (62624)    | 30. Noyelles-sous-Lens (62628) | 31. Oignies (62637)        | 32. Pont-à-Vendin (62666)       |
| 33. Sains-en-Gohelle (62737)    | 34. Sallaumines (62771)        | 35. Servins (62793)        | 36. Vendin-le-Vieil (62842)     |
| 37. Wingles (62895)             | 38. Éleu-dit-Leauwette (62291) | 39. Évin-Malmaison (62321) |                                 |

1. ↑  Q125358669[*] Verificați valoarea |titlelink= (ajutor)